# Cantabrische Zee
De Cantabrische Zee (Spaans: mar Cantábrico) is als randzee het zuidelijke gedeelte van de Golf van Biskaje in de Atlantische Oceaan, aan de noordzijde van Spanje en ten zuidwesten van Frankrijk, om precies te zijn tussen de Estaca de Bares in Galicië en de monding van de Adour nabij de stad Bayonne. Dit stuk komt overeen met de costa Cantábrica, aan de voet van het Cantabrisch Gebergte (Spaans: cordillera Cantábrica). Behalve in het Baskenland, is de naam mar Cantábrico in Spanje gebruikelijker dan de benaming Golfo de Vizcaya ('Golf van Biskaje') voor dit stuk van de oceaan.
De zee bevindt zich in een overgangszone tussen de koelere zeeën van het noorden en tropischere zeeën, door de invloed van de golfstroom. Dichter bij de Franse kust is het zeewater warmer in de zomer (22-24 °C) en kouder in de winter (10-12 °C). Er is een sterke getijdenwerking.
Door een constante harde wind uit het noordwesten, veroorzaakt door de lagere luchtdruk boven de Britse Eilanden en het hogedrukgebied dat zich vaak boven de Azoren bevindt, komen aan deze kust regelmatig golven van 2,5 tot 3 meter hoog voor. In het voorjaar en het najaar kan er onder bepaalde omstandigheden een wind uit het westen opsteken (de Galerna), die golven tot 9 meter hoog kan veroorzaken.